# برای سماء
برای سماء (به انگلیسی: for Sama)(به عربی: إلى سماء) فیلم مستند به کارگردانی و روایت وعد الخطیب و تهیه‌کنندگی ادوارد واتس است که در سال ۲۰۱۹ منتشر شد. این فیلم روایت وعد الخطیب، از زندگی خودش، فرزندش سماء و همسرش، حمزه الخطیب، پزشک سوری است که طی سال‌های جنگ حلب، شهر خود را ترک نکرده‌اند.
این فیلم در نود و دومین دوره جوایز اسکار نامزد جایزه اسکار بهترین فیلم مستند شده‌است. نمایش جهانی این فیلم نخستین‌بار در جشنواره جنوب از جنوب غربی در ۱۱ مارس ۲۰۱۹، اتفاق افتاد که در این جشنواره برنده‌ی جوایز هیئت داوران و مخاطبان شد.
فیلم برای سما با ۴ نامزدی در جشنواره‌ی فیلم بفتا تاریخ‌ساز شد. تا این زمان این نخستین‌بار است که یک فیلم مستند برای ۴ بخش نامزد جایزه می‌شود.

## خلاصه داستان
این فیلم زندگی وعد الخطیب را طی پنج سال مبارزه در شهر حلب سوریه نشان می‌دهد. وعد در آغاز مبارزات حلب در سال ۲۰۱۱ یک دانشجوی ۱۸ ساله است که عاشق می‌شود ،ازدواج می‌کند و چندی بعد فرزندش سماء را به دنیا می‌آورد. در این حین شهر گرفتار آشوب و ویرانی می‌شود. با این وجود وعد و همسرش، حمزه، که پزشک است، تا جایی که می‌توانند در حلب می‌مانند و تلاش می‌کنند شهر را زنده نگه دارند.

## بازیگران
- وعد الخطیب
- حمزه الخطیب
- سماء الخطیب

## افتخارات
برای سماء با ۴ نامزدی در جشنواره فیلم بفتا تبدیل به مستند تاریخ‌ساز این جشنواره شد. در این جشنواره آکادمی فیلمهای سینمایی و تلویزیونی انگلیس این فیلم در بخش‌های بهترین نویسندگی، بهترین کارگردانی و تهیه‌کنندگی، بهترین فیلم جشنواره و بهترین فیلم مستند، نامزد دریافت جایزه شده است.
این فیلم جایزه‌ی چشم طلایی جشنواره کن در سال ۲۰۱۸ را به خود اختصاص داد.
همچنین فیلم برای سما در دسامبر ۲۰۱۹ در جایزه فیلم ایندیپندنت اسپیریت بریتانیا، جوایز بهترین فیلم مستقل بریتانیا، بهترین مستند، بهترین کارگردانی و بهترین تدوین را به خود اختصاص داد.
همچنین این فیلم نامزد دریافت جایزه اسکار بهترین فیلم مستند در نود و دومین دوره جوایز اسکار بود.

## واکنش منتقدان
این فیلم در سایت روتن‌تومیتو امتیاز ۹/۱۸ از ۱۰ را کسب کرده است. همچنین وبسایت نقد فیلم و کتاب متاکریتیک بر اساس نظر ۱۵ منتقد خود، امتیاز ۹۱ از ۱۰۰ را به این فیلم داده است.